# Sede titolare di Cizico
Cizico (in latino Cyzicenus) è una sede arcivescovile titolare della Chiesa cattolica.

## Storia
Cizico, le cui rovine si trovano nei pressi di Balkïzseray nella provincia di Balıkesir in Turchia, è l'antica sede metropolitana della provincia romana dell'Ellesponto nella diocesi civile di Asia e nel patriarcato di Costantinopoli. La metropolia di Cesarea sopravvisse fino al 1923 quando, a causa del trattato di Losanna seguito alle guerre greco-turche, i greci dovettero abbandonare l'Anatolia per trasferirsi in Grecia.
Dal XIX secolo Cizico è annoverata tra le sedi arcivescovili titolari della Chiesa cattolica; la sede è vacante dal 23 novembre 1974. Due titolari sono censiti da Konrad Eubel nel XIV e XV secolo.

## Cronotassi degli arcivescovi titolari
- Rodolfo † (menzionato nel 1328)
- Johannes Ambrosii, C.R.S.A. † (11 marzo 1476 - 3 ottobre 1504 deceduto)[2]
- Jean-Baptiste Lamy † (18 agosto 1885 - 13 febbraio 1888 deceduto)
- William Benedict Scarisbrick, O.S.B. † (11 settembre 1888 - 7 maggio 1908 deceduto)
- José María Cázares y Martínez † (24 ottobre 1908 - 31 marzo 1909 deceduto)
- Johannes Fidelis Battaglia † (3 luglio 1909 - 10 settembre 1913 deceduto)
- Simeón Pereira y Castellón † (15 gennaio 1914 - 29 gennaio 1921 deceduto)
- Giacomo Sereggi † (14 ottobre 1921 - 11 aprile 1922 deceduto)
- Giuseppe Morabito † (4 luglio 1922 - 3 dicembre 1923 deceduto)
- Antal Papp † (14 luglio 1924 - 24 dicembre 1945 deceduto)
- Manuel Marilla Ferreira da Silva † (28 maggio 1949 - 22 novembre 1974 deceduto)